# 90
90 (XC) var ett normalår som började en fredag i den julianska kalendern.

## Händelser

### Okänt datum
- Romarna bygger en liten garnison i utkanten av nuvarande Regensburg (omkring detta år).
- Plinius d.y. avslutar sin tjänst som urbanquaestor.
- Domitianus och Nerva blir konsuler i Rom.
- Köln blir centralort i provinsen Germania Inferior.
- Domitianus tvingas köpa en förnedrande fred av Decebalus av Dakien.
- Johannesevangeliet och Apostlagärningarna publiceras (möjligen detta år).
- Den kinesiske generalen Ban Chao besegrar Kushanerna, ledda av Kanishka, som ett led i den kinesiska erövringen av Tarimsänkan.

## Avlidna
- Pedanius Dioskorides, grekisk läkare (död omkring detta år)
- Gaius Valerius Flaccus, romersk poet (död omkring detta år)